# شونیچی ناکاجیما
شونیچی ناکاجیما (انگلیسی: Shunichi Nakajima؛ زادهٔ ۱۶ ژوئن ۱۹۸۲) بازیکن فوتبال اهل ژاپن است.
از باشگاه‌هایی که در آن بازی کرده‌است می‌توان به باشگاه فوتبال ناگویا گرامپوس اشاره کرد.